# Синицын, Евгений Николаевич (хоккеист)
Евгений Николаевич Синицын (15 ноября 1931 — 21 июля 2015) — советский хоккеист) защитник.

## Биография
Воспитанник московского хоккея. Начинал играть в низших лигах за МВО Калинин (1951/52) и «Шахтёр» Донской (1954/55). 8 сезонов (1955/56 — 1962/63) отыграл в классе «А». Выступал за «Спартак» Москва (1955/56 — 1958/59), «Спартак» / «Аэрофлот» Омск (1959/60 — 1961/62), «Даугаву» Рига (1962/63 — 1963/64), «Строитель» Оренбург (1965/66 — играющий тренер), «Химик» Оренбург (1966/67 — 1968/69)